# Honduras na Mistrzostwach Świata w Lekkoatletyce 2013
Honduras na Mistrzostwach Świata w Lekkoatletyce 2013 – reprezentacja Hondurasu podczas Mistrzostw Świata w Moskwie liczyła 1 zawodnika, który nie zdobył medalu.

## Występy reprezentantów Hondurasu
| Konkurencja            | Zawodnik         | Eliminacje | Eliminacje | Półfinał | Półfinał | Finał    | Finał   |
| Konkurencja            | Zawodnik         | Rezultat   | Pozycja    | Rezultat | Pozycja  | Rezultat | Pozycja |
| ---------------------- | ---------------- | ---------- | ---------- | -------- | -------- | -------- | ------- |
| Bieg na 200 m mężczyzn | Rolando Palacios | 21,02 (SB) | 36.        | NQ       | NQ       | NQ       | NQ      |